# Кусочно-линейная функция
Кусо́чно-лине́йная фу́нкция — функция, определённая на множестве вещественных чисел, линейная на каждом из интервалов, составляющих область определения.

## Формальное определение и задание
Пусть заданы {\displaystyle x_{1}<x_{2}<\ldots <x_{n}} — точки смены формул.
Как и все кусочно-заданные функции, кусочно-линейную функцию обычно задают на каждом из интервалов {\displaystyle (-\infty ;x_{1}),(x_{1};x_{2});\ldots (x_{n};+\infty )} отдельной формулой. Записывают это в виде:
{\displaystyle f(x)={\begin{cases}k_{0}x+b_{0},\quad x<x_{1}\\k_{1}x+b_{1},\quad x_{1}<x<x_{2}\\\cdots \\k_{n}x+b_{n},\quad x_{n}<x\end{cases}}}
Если к тому же выполнены условия согласования
{\displaystyle k_{i}x_{i}+b_{i}=k_{i+1}x_{i}+b_{i+1}=f(x_{i})} при {\displaystyle i=1,2,\ldots ,n-1},
то кусочно-линейная функция будет непрерывной. Непрерывная кусочно-линейная функция называется также линейным сплайном.

## Альтернативное задание
Можно доказать, что любую непрерывную кусочно-линейную функцию можно задать некоторой формулой вида
{\displaystyle f(x)=ax+b+c_{1}|x-x_{1}|+c_{2}|x-x_{2}|+\ldots +c_{n}|x-x_{n}|}.
При этом все коэффициенты, кроме b, можно выразить через угловые коэффициенты наклона прямых на отдельных интервалах:
{\displaystyle c_{i}={\frac {k_{i}-k_{i-1}}{2}}}, при {\displaystyle i=1,2,\ldots ,n}
{\displaystyle a={\frac {k_{0}+k_{n}}{2}}}

## Свойства
- Любую непрерывную функцию можно аппроксимировать сколь угодно близко кусочно-линейной функцией (в непрерывной метрике).

## Пример кусочно-линейной функции

График кусочно линейной функции

График функции на рисунке аналитически задан в виде:
{\displaystyle f(x)={\begin{cases}-x-3&{\text{если}}\ x\leq -3\\x+3&{\text{если}}\ -3<x<0\\-2x+3&{\text{если}}\ 0\leq x<3\\0{,}5x-4{,}5&{\text{если}}\ x\geq 3\end{cases}}}